# Just Scheu
Just Scheu (22 de febrero de 1903 – 8 de agosto de 1956) fue un actor, guionista, compositor, libretista, letrista y escenógrafo de nacionalidad alemana. A partir del año 1945 fue un autor y locutor célebre de la Nordwestdeutscher Rundfunk.

## Biografía
Nacido en Maguncia, Alemania, tras superar su formación media a estudiar filosofía en Fráncfort del Meno. Muy pronto se interesó por el teatro, formándose como actor. En paralelo, escribía canciones y letras, sobre todo para Willy Berking y Michael Jary, dedicándose igualmente a la composición musical.
Su primer compromiso como actor, llegó en el Kurtheater de Bad Orb. También actuó en Eisenach, Halle, Cottbus, Bremerhaven y Kiel. La cima de su carrera interpretativa llegó en el Preußischen Staatstheater de Berlín, donde trabajó hasta el año 1945. Además, se le confiaron diversos papeles en largometrajes. 
Como autor, escribió en 1940 el libro Stunde X – Mit Panzern in Polen und Flandern hervor. En 1943 participó en el film Titanic, prohibido por Joseph Goebbels por la situación bélica del país. En la fase final de la Segunda Guerra Mundial, Goebbels le inscribió en agosto de 1944 en la lista de actores necesarios para sus películas de propaganda. Scheu evitó así el alistamiento en el ejército y ser enviado al frente.
Tras la guerra, los escritos de Scheu (publicados por la editorial Die Wehrmacht, en Berlín) Ein Mann durchbricht die Blockade. Flucht des Oberleutnants der Luftwaffe X … durch feindliche Sperren (1940) y Die Stunde X. Mit Panzern in Polen und Flandern. Ein Tatsachenbericht (1941), en la Zona de ocupación soviética pasaron a formar parte de la lista de literatura prohibida.
En esos años Scheu comenzó una nueva carrera en Radio Frankfurt, precursora de Hessischer Rundfunk. En 1947 presentó la primera emisión alemana de un concurso, Doppelt oder nichts. El éxito fue tan grande que otras cadenas lo copiaron. Cuando el reichsmark fue reemplazado por el marco alemán, el creó en la Nordwestdeutscher Rundfunk, la primera lotería radiofónica alemana, que también adoptaron otras emisoras. A lo largo de seis años presentó el espectáculo con gran sentido del humor, y los ingresos fueron dedicados a obras de beneficencia.
Autor prolífico, él trabajó con el escritor Ernst Nebhut, primero en la composición de obras radiofónicas, escribiendo posteriormente numerosas comedias musicales y operetas. Scheu participaba en el libreto y componía la música. Entre sus grandes éxitos figuran Der Mann im Zylinder, Ein Engel namens Schmitt, Pariser Geschichten y Die schöne Lügnerin, adaptada al cine en 1959 con Romy Schneider como protagonista.
Juste Scheu falleció inesperadamente en 1956 en Bad Mergentheim, Alemania, a causa de una  apendicectomía. Tenía 53 años de edad.

## Obra

### Filmografía como actor (selección)
- 1937 : Die gläserne Kugel
- 1938 : Lauter Lügen
- 1939 : Salonwagen E 417
- 1940 : Friedrich Schiller – Triumph eines Genies
- 1941 : Friedemann Bach
- 1941 : Ich klage an
- 1942 : Der große König
- 1942 : Die große Liebe
- 1943 : Damals
- 1943 : Großstadtmelodie
- 1945 : Das seltsame Fräulein Sylvia
- 1945 : Der Mann im Sattel
- 1945 : Das kleine Hofkonzert
- 1950 : Export in Blond
- 1950 : Der Schatten des Herrn Monitor

### Filmografía como guionista
- 1950 : Der Schatten des Herrn Monitor
- 1950 : Mädchen mit Beziehungen
- 1951 : Der Teufel führt Regie
- 1951 : Kommen Sie am Ersten
- 1951 : Königin einer Nacht
- 1952 : Meine Frau macht Dummheiten
- 1953 : Keine Angst vor großen Tieren
- 1953 : Einmal kehr’ ich wieder
- 1953 : Die Privatsekretärin
- 1959 : Die schöne Lügnerin

### Obras musicales
- Ein guter Jahrgang (pieza en 3 actos)
- 66 oder Die Preußen kommen (comedia en 3 actos)
- Ein Engel namens Schmitt (comedia en 3 actos)
- Der Mann mit dem Zylinder (comedia en 3 actos)
- Pariser Geschichten (comedia en 3 actos)
- Die schöne Lügnerin (comedia en 3 actos)

### Libretos para otros compositores
- 1943 : Königin einer Nacht, opereta en 3 actos de Will Meisel, 1943, Berlín
- 1949 : Blumen für Gloria, opereta en 3 actos de Ralph Maria Siegel, Augsburgo
- 1951 : Geliebte Manuela, opereta en 5 actos de Fred Raymond, Mannheim

### Canciones
- Wir lagen vor Madagaskar
- Eine Kutsche voller Mädels
- Weißt du, dass du schön bist
- Vagabundenlied
- Der Zauber von Paris
- Du hast mir gerade noch zu meinem Glück gefehlt
- Der Angler